# Hans Sloane
Sir Hans Sloane FRS (født 16. april 1660, død 11. januar 1753) var en irsk læge, naturforsker og samler, der med en samling på 71.000 genstande som han testamenterede til den britiske nation lagde grundlaget til British Museum og Natural History Museum i London.
Han blev valgt til Royal Society i en alder af 24 år. Sloane rejste til Caribien i 1687 og dokumenterede sine rejser og fund med omfattende publikationer flere år senere. Sloane var kendt som læge blandt aristokratiet, og han blev valgt til Royal College of Physicians i en alder af 27 år.
Selvom han blev krediteret for opfindelsen af chokolademælk, så er det mere sandsynligt, at han lærte at drikke chokoalde mens han boede og arbejdede på Jamaica.
Gader og pladser er blevet navngivet efter ham inklusive Hans Place, Hans Crescent og Sloane Square i og omkring Chelsea – hvor han boede i sine sidste år – og også Sir Hans Sloane Square i hans fødeby Killyleagh i Nordirland.